# Adriana Esteves
Pour les articles homonymes, voir Esteves.
Adriana Esteves Agostinho Brichta, née le 15 décembre 1969 à Rio de Janeiro, est une actrice brésilienne.

## Filmographie

### Télévision
- 1985 – Perdidos na Noite : Elle-même
- 1988 – Vale Tudo: Manequin
- 1989 – Top Model : Cristina (Tininha)
- 1990 – Delegacia de Mulheres : Manú
- 1990 – Meu Bem, Meu Mal : Patrícia Melo
- 1991 – Caso Especial : Marina
- 1992 – Pedra sobre Pedra : Marina Farias Batista
- 1992 – Você Decide
- 1992 – Especial Leandro e Leonardo : Malissa
- 1993 – Renascer : Mariana Paiva Ferreira
- 1994 – Você Decide
- 1994 – Confissões de Adolescente
- 1995 –  Decadência : Carla Tavares Branco
- 1995 – A Comédia da Vida Privada : Maria Helena
- 1996 – Razão de Viver : Zilda
- 1997 – A Indomada : Lúcia Helena de Mendonça e Albuquerque
- 1998 – Mulher : Liliana
- 1998 – Didi Malasarte : Lili
- 1998 – Torre de Babel : Sandra da Silva (Sandrinha)
- 2000 – O Cravo e a Rosa : Catarina Batista
- 2001 – Brava Gente : Marina
- 2000 – Coração de Estudante : Amélia Mourão (Amelinha)
- 2003 – Kubanacan : Lola Calderón
- 2004 – Senhora do Destino : Nazaré Tedesco
- 2005 – A História de Rosa : Rosa
- 2005 – A Lua Me Disse : Heloísa Queiroz
- 2005 – A Turma do Didi : Elle-même
- 2005 – Sitcom.br : Mère
- 2005 – Toma Lá, Dá Cá : Célia Regina (Celinha)
- 2005 – Belíssima: Stella Assumpção
- 2007 – Toma Lá, Dá Cá : Célia Regina (Celinha)
- 2010 – Dalva e Herivelto: uma Canção de Amor : Dalva de Oliveira
- 2010 – As Cariocas : Celi
- 2011 – Morde & Assopra : Júlia Freire Aquino de Medeiros
- 2012 – Avenida Brasil : Carmen Lúcia Moreira de Souza (Carminha)
- 2015 –  Felizes para Sempre? : Tânia Drummond
- 2015 –  Babilônia : Inês Ferraz Junqueira
- 2016 – Justiça : Fátima Libéria do Nascimento
- 2018 – Segundo Sol : Laura Bottini
- 2018 – Assédio : Stela Nascimento
- 2019 -- Amor de Mae : Thelma

### Cinéma
- 1991 – Inspetor Faustão e o Mallandro : Chanteuse
- 1995 – As Meninas : Lorena
- 1999 – Tiradentes : Bárbara Heliodora
- 1999 – O Trapalhão e a Luz Azul : Juliana / Anajuli
- 2006 – Trair e Coçar É Só Começar : Olímpia
- 2015 – Minions : Scarlet Overkill (Doublage)
- 2015 – Real Beleza : Anita
- 2016 – Mundo Cão : Dilza
- 2018 – Canastra Suja : Maria
- 2018 – Benzinho : Sônia
- 2018 – Marighella : Clara Charf

### Théâtre
- Lady and the Tramp : Dama
- A Falecida :
- Ponto de Vista : Amy
- Only You : Júlia
- Auto de Angicos : Maria Bonita